# Shōji Jō
Shōji Jō (城彰二?, Jō Shōji; Muroran, 17 giugno 1975) è un ex calciatore giapponese, di ruolo attaccante.

## Palmarès

### Individuale
- Capocannoniere della Coppa J. League: 1

2001 (4 gol, a pari merito con Tatsuhiko Kubo, Wagner Lopes, Masanobu Matsunami, Masashi Nakayama, Tuto)